# Huf
Der Huf (lateinisch Ungula) ist ein Horngebilde, das bei Unpaarhufern das Zehenendglied umschließt. Die Bezeichnung wird üblicherweise für das Zehenendorgan der Pferde, Esel und Zebras verwendet; bei Paarhufern spricht man von Klauen. Anatomisch entspricht der Huf dem menschlichen Fingernagel. Der Huf ist eine modifizierte äußere Haut, bei der die Unterhaut außer im Bereich der Polster fehlt und die Epidermis stark verhornt ist.
Der Huf des Pferdes ist von zentraler Bedeutung für seine Gesundheit. Er muss das Gewicht des Pferdes tragen sowie die Stoßwirkung jedes Schrittes und Sprungs abfedern, um bleibende Schäden an den Gelenken zu verhindern. Weiterhin verstärkt er die Durchblutung des Zehenendorgans bei Belastung. Im Wesentlichen besteht der Huf aus dem vorderen relativ starren Teil, das einen festen Stand gewährleistet, und dem hinteren flexibleren Teil, das vor allem für die Stoßbrechung zuständig ist.

## Aufbau

### Skelett

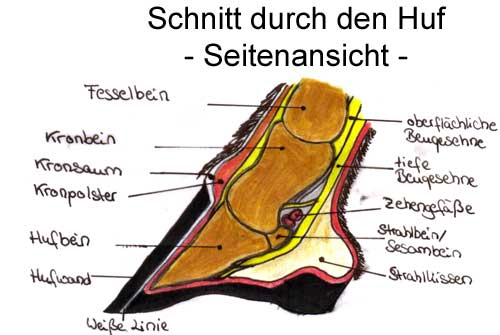
Schnitt durch einen Pferdehuf

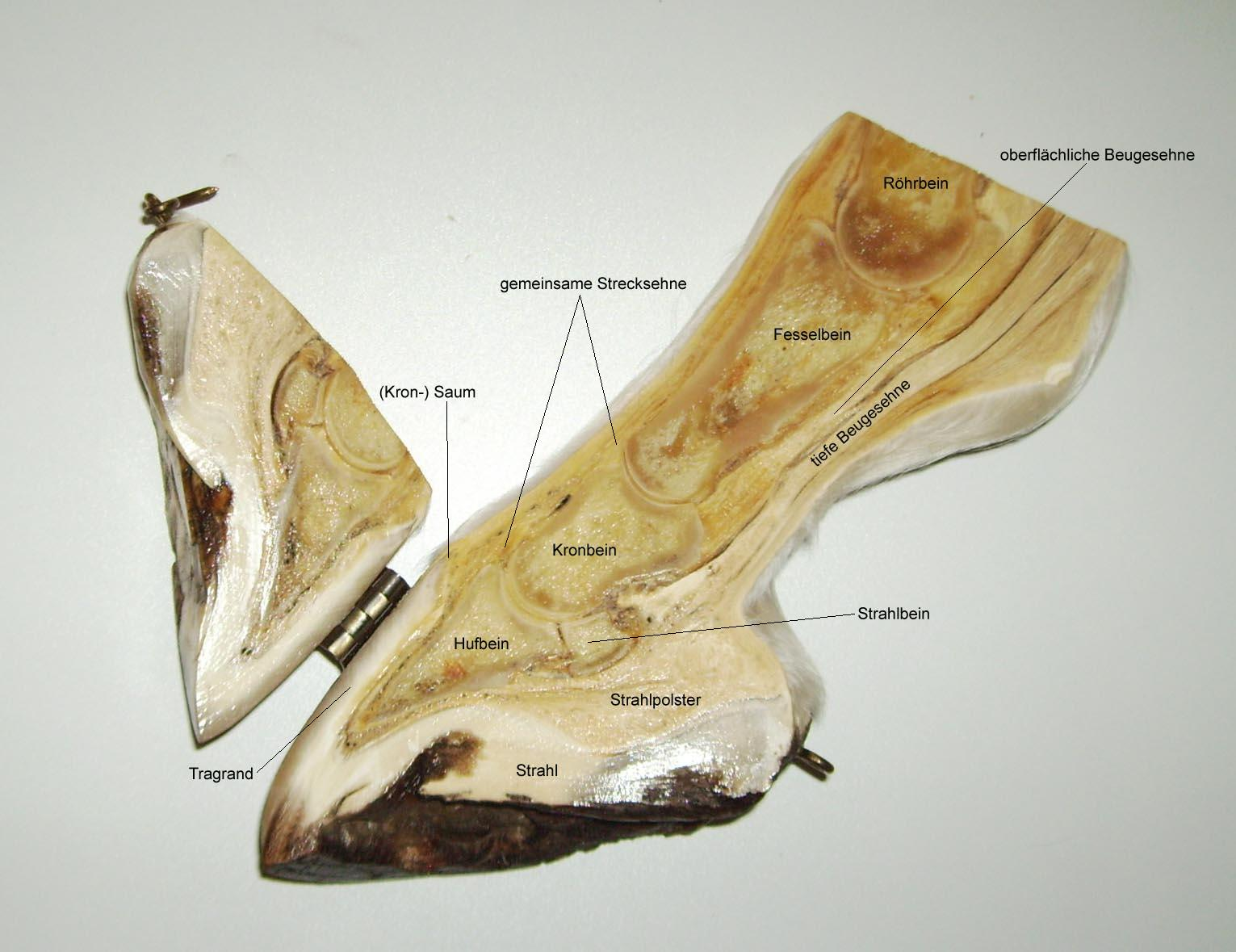
Der plastinierte Längsschnitt durch einen Huf zeigt die Strukturen obiger Zeichnung

Zum Skelett des vom Huf umgebenen Zehenendes zählt man das Hufbein (Os ungulare), das Strahlbein (Os sesamoideum distale) und den unteren Bereich des Kronbeins (Os coronale).

### Polster (Unterhaut)
Eine Unterhaut (Subkutis) ist an den meisten Stellen nicht ausgebildet bzw. mit der Knochenhaut (Periost) identisch. Nur an einigen Stellen ist sie zu Polstern (Kissen) verdickt. Sie bestehen aus weichem derbfaserigem Bindegewebe. 
- Das Strahlpolster oder -kissen liegt zwischen den beiden Hufknorpeln, mit denen es durch seitliche Verwachsungen verbunden ist. Der Strahl füllt die Ballengrube aus und bewirkt beim Auffußen des Pferdes, dass die Hufknorpel nach oben wandern und dadurch den Hufmechanismus in Gang bringen.
- Das Kronpolster befindet sich unter der Lederhaut im Bereich des Kronrands.
- Das Ballenpolster schließt sich nach hinten-oben an das Strahlpolster an und federt den Ballen ab.

### Lederhaut

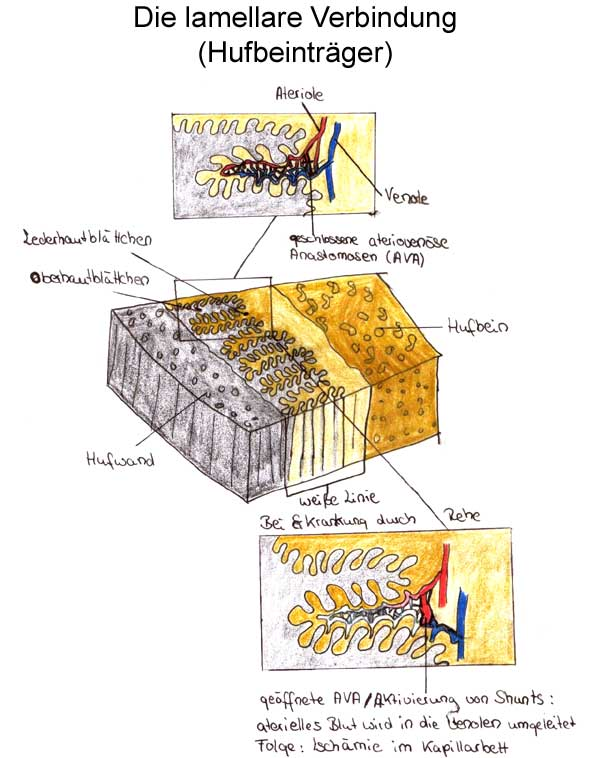

Die Huflederhaut sorgt einerseits für die Verbindung zum Hufbein und damit der festen Anbindung der Hufkapsel an das Skelett und andererseits für das Wachstum des die Hufkapsel bildenden Hufhorns. Da das Hufhorn an verschiedenen Stellen des Hufes unterschiedliche Funktion ausübt, und daher auch unterschiedliche Strukturen aufweist, unterscheidet man die folgenden sechs Arten der Lederhaut.

#### Saumlederhaut,Corium limbi
Die Saumlederhaut ist der Übergang der normalen Haut des Pferdebeins in die Kronlederhaut. Sie ist lediglich etwa fünf Millimeter breit und die dazugehörige Epidermis bildet das relativ weiche Horn des Saumbandes – das ist der obere schmale Rand der Hufkapsel – das etwas enger ist als die daran anschließende Hufwand. Hier wird die äußerste Schicht der Hufkapsel, die Glasurschicht, gebildet.

#### Kronlederhaut,Corium coronae
Die Kronlederhaut liegt als ringförmiger Wulst unterhalb des Saumbandes und trägt einige Millimeter lange Zotten. Die zugehörige Epidermis bildet das Horn der Hufwand – das ist der den Huf seitlich umgebende Bereich des Hufhorns. Das Hufhorn wird dabei, vergleichbar mit dem menschlichen Fingernagel, kontinuierlich gebildet und nach unten geschoben, um abgeriebenes Hufhorn zu ersetzen. Die Wachstumsrate beträgt etwa acht bis zehn Millimeter pro Monat.

#### Wandlederhaut,Corium parietis
Die Wandlederhaut setzt die Kronlederhaut nach unten hin fort und stellt den flächenmäßig größten Teil der gesamten Lederhaut dar. Sie hat pro Huf eine Fläche von etwa einem Quadratmeter und stellt durch ihre Blättchenstruktur den festen Halt der Hufwand am Huf sicher. Wie ein Klettverschluss bildet sie eine verschiebliche Verbindung, die trotzdem exzellenten Halt gewährleistet.

#### Sohlenlederhaut,Corium soleare
Die Sohlenlederhaut trägt wiederum kurze Zotten und bedeckt den unteren Teil des Hufbeins und sorgt für das Wachstum des harten Teils des Sohlenhorns.

#### Strahllederhaut,Corium cunei
Die Strahllederhaut ist schließlich für die Produktion des elastischen Strahlhorns zuständig und umschließt auch das Strahlpolster.

#### Ballenlederhaut,Corium tori
Die Ballenlederhaut bildet die Grundlage des Ballens, dessen Horn weich und elastisch ist.

### Hufkapsel

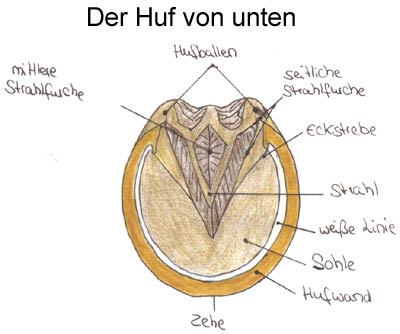

Die Hufkapsel besteht aus der Hufwand, die den Huf seitlich umfasst, der Hufsohle (Solea cornea), dem harten Teil der Sohle, die ihn zum Boden hin abschließt und dem Hufstrahl (Cuneus ungulae), dem weichen Teil der Sohle. Der Strahl besteht aus den zwei Strahlschenkeln (Crus cunei laterale und mediale), die sich nach vorn in die Strahlspitze (Apex cunei) vereinigen. Zwischen den beiden Strahlschenkeln befindet sich die mittlere Strahlfurche (Sulcus cunealis centralis), jeweils seitlich der Strahlfurchen die seitliche Strahlfurche (Sulcus paracunealis lateralis). Die mittlere Strahlfurche entspricht dem Hahnenkamm (Spina cunei) auf der Innenseite der Hufkapsel. Der bodenseitige Rand der Hufwand, der sogenannte Tragrand, und die Hufsohle werden durch die weiße Linie (Zona alba) getrennt, die dem Hufschmied auch anzeigt, wo er Nägel einschlagen kann, ohne die empfindliche Lederhaut zu verletzen. Der Tragrand biegt sich beidseits in der Eckstrebe (Pars inflexa lateralis und medialis) auf die Sohlenfläche des Hufes um und verschmilzt dann mit dieser. Der obere Rand der Hufkapsel ist der Kronrand, der über das schmale Saumsegment in die normale behaarte Haut übergeht. Im Bereich der Krone ist die Innenseite der Hufkapsel konkav, was als Sulcus coronalis (Kronrinne) bezeichnet wird.
Die Hufwand wird in drei Bereiche von vorne nach hinten unterschieden. Der vordere Bereich heißt Zehe, der mittlere rechts und links heißt Seitenwand und der hintere Bereich heißt Trachte.
Der Hauptteil der Hufkapsel wird im Bereich der Krone gebildet. Die äußerste dünne Schicht, Glasurschicht (Stratum externum parietis) genannt, besteht aus Röhrchen- und Zwischenhörnchenhorn des Saumsegments, und geht etwa auf halbem Weg zur Sohle durch Austrocknung und Abschilferung verloren.

### Hufrolle
Als Hufrolle werden das Strahlbein bzw. dessen untere Gelenksfläche, die tiefe Beugesehne und der Hufrollenschleimbeutel (Bursa podotrochlearis) bezeichnet. Insbesondere beim Abrollen des Hufes treten hier sehr starke Belastungen auf. Erkrankungen sind häufig und kommen fast nur an den Vordergliedmaßen vor.

## Hufmechanismus
Unter dem Hufmechanismus versteht man die elastische Reaktion des Hufes auf Belastung. Entgegen dem ersten Eindruck, den man von einem Pferdehuf hat, ist dieser keineswegs starr, sondern reagiert flexibel auf Belastung. Beim Aufsetzen des Hufes wird der vordere Kronbeinrand nach hinten unten gezogen und die Ballen werden auseinander gedrückt, so dass auch der Strahl Kontakt zum Boden bekommt und dadurch an die in der Lederhaut liegenden Nervenenden Informationen über die Bodenbeschaffenheit weitergeben kann. Durch das Zusammenziehen der Ballen bei Entlastung wird ein Effekt wie bei einer Saugpumpe ausgelöst, der die gute Durchblutung des Hufes gewährleistet und bei hoher Belastung einen entscheidenden Anteil an der Gesamtdurchblutung der Beine hat. Daher wird bei den Hufen auch von den vier zusätzlichen Herzen des Pferdes gesprochen. Durch den Hufmechanismus kommt es auf der Tragefläche der Hufeisenschenkel zu Materialabrieb in Form von Scheuerinnen.

## Fohlenhuf
Um die Stute im Leib nicht mit harten Hufen zu verletzen, haben Fohlen eine weiche Schutzhaut über der Hufsohle, die erst in den ersten Tagen nach der Geburt aushärtet und dann mit der Zeit abgelaufen wird. Da der Huf beim Fohlen auch wesentlich schmaler ist, als er das nachher beim erwachsenen Pferd sein wird, und der Huf in der Breite nicht mitwachsen, sondern lediglich nach unten herauswachsen kann, kann man an Hufen von Jungtieren auch immer Ränder sehen, unterhalb derer die Hufe schmaler sind, da wieder ein Wachstumsschub eingesetzt hat, und die Kronlederhaut dadurch erweitert wurde.

## Hufpflege und -schutz

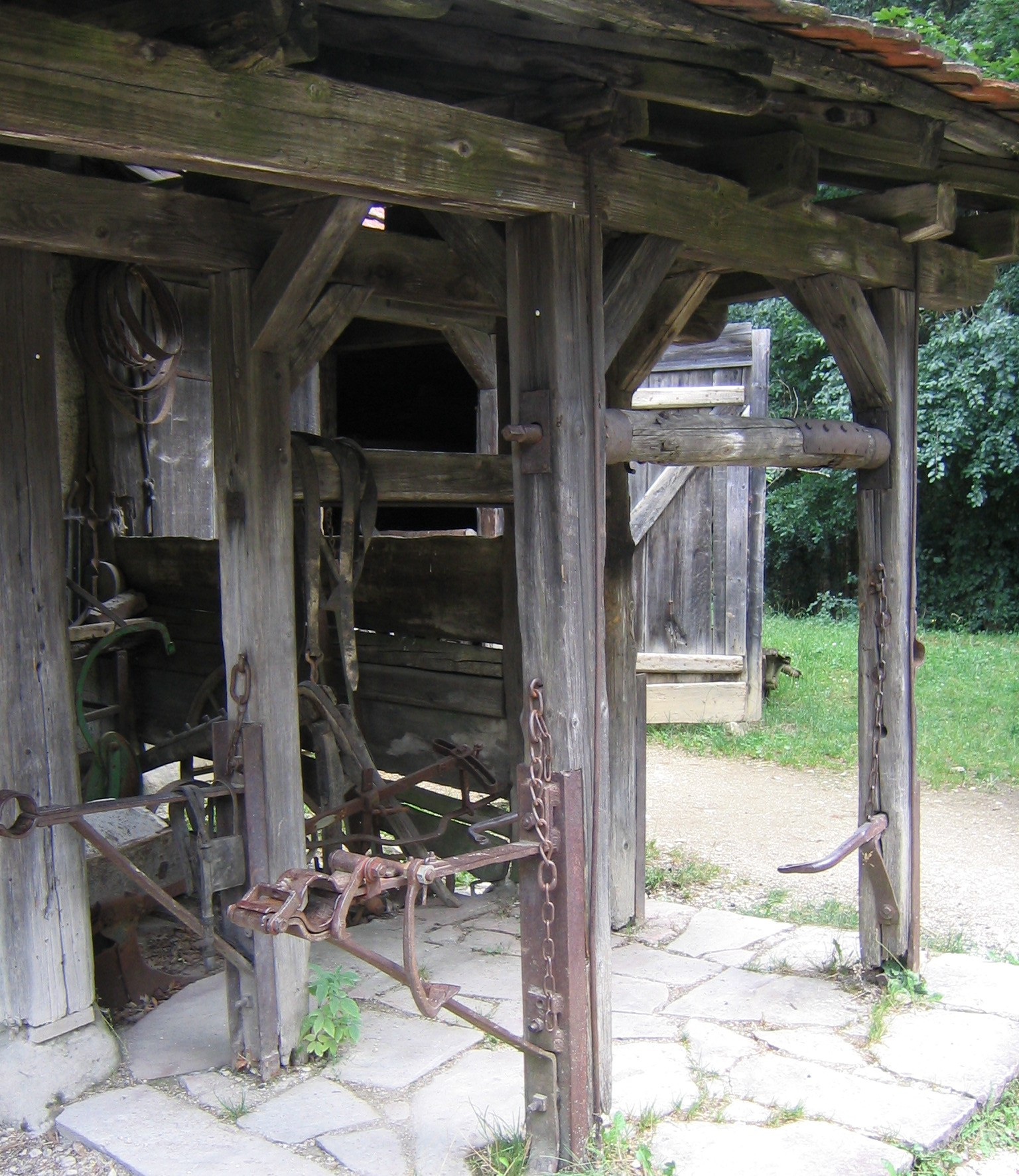
Historischer Klauenstand: Hier wurden Rindern die Klauen gepflegt oder beschlagen

Vor und nach der Arbeit werden bei der Pferdepflege die Hufe ausgekratzt. Um Entzündungen und Druckstellen zu vermeiden, wird der Huf dabei regelmäßig auf Fremdkörper, wie zum Beispiel eingetretene Steine, und auf seinen allgemeinen Zustand überprüft. Für die Gesundheit des Hufes ist eine gesunde Ernährung und eine saubere Box von hoher Bedeutung. Zu viel Ammoniak durch Urin in der Einstreu, Nässe und Schmutz führen häufig zu Strahlfäule.
Wird das Pferd als Arbeitstier eingesetzt, so kann das zu einem erhöhten Hufabrieb führen, der durch das natürliche Nachwachsen nicht mehr kompensiert werden kann. Dann muss der Huf mit einem Hufeisen, Kunststoffbeschlag oder Hufschuh geschützt werden. Heutzutage wird das typische Freizeitpferd allerdings meist so wenig belastet, dass ein künstlicher Hufschutz in der Regel nicht notwendig ist.
Beim beschlagenen Pferd scheuern die Trachten durch den Hufmechanismus auf dem Eisen und nutzen sich dadurch ab, wohingegen die Zehe fixiert ist und sich nicht abnutzt. Das führt zu einer Fehlstellung, die periodisch korrigiert werden muss. Ein beschlagenes Pferd muss deshalb alle 4 bis 8 Wochen zum Hufschmied. Aber auch bei einem unbeschlagenen Pferd muss die Hufstellung periodisch kontrolliert und gegebenenfalls korrigiert werden.

## Verletzungen durch Hufschlag
Huftiere können andere Tiere und Menschen durch einen Schlag mit dem Huf verletzen. Abhängig von Faktoren wie der Größe des schlagenden Tiers und dem Ort, an dem das Opfer getroffen wird, können Hufschläge schwere Verletzungen verursachen. Hufschläge werden allgemeinsprachlich auch als „Huftritte“ oder „Pferdetritte“ bezeichnet. Fachsprachlich wird jedoch gelegentlich zwischen Hufschlag und Huftritt unterschieden.
Gefährdet sind unter anderem Hufschmiede, Pferdehalter und Reiter. Eine Veröffentlichung aus dem Jahr 1994 wertete Verletzungen aus, die bei 765 Pferdesport-Unfällen im Zeitraum 1975 bis 1990 entstanden waren und in der Chirurgischen Universitätsklinik Homburg behandelt worden waren. Die fünf häufigsten Ursachen waren in dieser Statistik Sturz vom Pferd (49,7 %), Hufschlag (15,8 %), Sturz mit dem Pferd (11,8 %), Pferdetritt (5,2 %) und Pferdebiss (5,2 %). Infolge von Hufschlägen kam es vor allem zu Verletzungen an den Beinen, aber fast ebenso oft zu Kopfverletzungen.
Zu den bekannteren Personen, die durch Hufschlag verletzt wurden, zählen Johann Schroth (1798–1856), der die Schrothkur erfand, und der Kirchenhistoriker Wilhelm Kühnert (1900–1980). Der äthiopische Kaiser David I. wurde im Jahr 1413 durch einen Hufschlag tödlich verletzt. Ein weiteres Todesopfer ist der Schweizer Musiker Fränzli Waser (1858–1895). Der Statistiker Ladislaus von Bortkewitsch untersuchte über einen Zeitraum von 20 Jahren die Anzahl der durch Hufschlag verursachten Todesfälle in der preußischen Armee. Dabei fand er eine statistische Regelmäßigkeit, über die er 1898 in seiner Publikation Das Gesetz der kleinen Zahlen berichtete.
Hufschläge von Elchen gelten bei Elchjägern als besonders gefährlich – nicht nur wegen des Gewichts der Tiere und der Kraft ihrer Tritte, sondern auch wegen der scharfen Vorderkanten an ihren Hufen.